# La Posta, Puebla
La Posta är en ort i Mexiko.   Den ligger i kommunen Xiutetelco och delstaten Puebla, i den sydöstra delen av landet, 190 km öster om huvudstaden Mexico City. La Posta ligger 2 543 meter över havet och antalet invånare är 281.
Terrängen runt La Posta är lite bergig. Runt La Posta är det ganska tätbefolkat, med 90 invånare per kvadratkilometer. Närmaste större samhälle är Teziutlan, 10,9 km norr om La Posta. Trakten runt La Posta består till största delen av jordbruksmark.